# Okavango
Okavango sau „Kavango” este un fluviu cu o lungime de ca.1.700 km din Africa de Sud.

## Curs
Fluviul izvorăște în centrul statului Angola, platoul von Bié (2.275 m) fiind denumit pe cursul lui superior „Kubango” și se îndreaptă spre sud spre interioriul continentului african, spre Namibia unde face graniță naturală pe o distanță de 400 de km între Namibia și Botswana. Traversează orașul Rundu urmând cascadele Popa și o hidrocentrală, cursul lui mijlociu fiind populat cu crocodili și hipopotami. Fluviul intră în regiunea din nordul Botswanei  unde se varsă în delta Okavango din deșertul Kalahari, o deltă închisă cu smârcuri fără scurgere spre ocean care ocupă în funcție de sezon (secetos sau ploios) între 15.000 și 20.000 km².